# Looking for Chencho
Looking for Chencho es un cortometraje español de 2002, dirigido por Kepa Sojo.

## Sinopsis
Dos amigos se encuentran realizando un viaje turístico en autobús, cuando de pronto este hace una parada en una estación de servicio para que los ocupantes estiren las piernas y realicen sus necesidades fisiológicas. Chencho, uno de los dos amigos, se dirige hacia los baños.
Más tarde, Chencho se dará cuenta de que se ha quedado encerrado en el baño e intenta buscar como salir de todas las formas posibles. Su mejor amigo, junto a otro pasajero del autobús, deberán ir a buscarle al caer la noche, pero no se esperan los peligros que les aguardan en el lugar.

## Reparto
- Javier Albalá, como Chencho.
- Jorge Bosch
- Pilar Castro, como novia sadomasoquista.
- Javier Cámara
- Secun de la Rosa
- Mapi Galán
- Ana García Cerdeiriña
- Susana García
- Alejandro Garrido
- Lidia Pozuelos
- Juan Querol
- Armando del Río
- Guillermo Toledo
- Enrique Villén, como el asesino de la Rotaflex.

## Premios
| Año  | Premio             | Evento                           | Resultado |
| ---- | ------------------ | -------------------------------- | --------- |
| 2002 | Mejor cortometraje | Festival de comedia de Peñíscola | Ganador   |